# トマス・ハンター

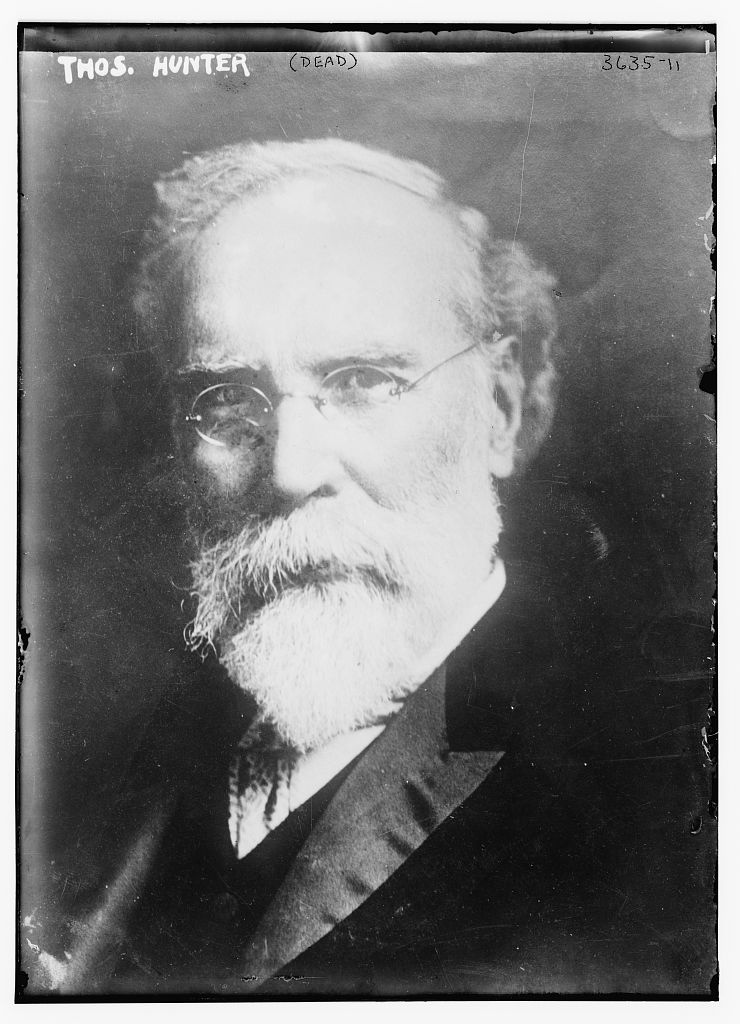
トマス・ハンター

トマス・ハンター(Thomas Hunter)は、アイルランドから移民したアメリカ人。彼は現在ニューヨーク市立大学ハンター校として知られる女性師範学校と高等学校を創立したことで最もよく知られている。ハンター校は、今日、世界で最も巨大な都市密着型の大学システムの一つであるニューヨーク市立大学の最も貴重な資産の一つと考えられている。
ハンターは37年間、学校の総長を務めたが、その在職期間中に、学校は人種、宗教、民族、経営、そして政治的選好に関する中立性、女性の高等教育の探求、入学の難関さ、厳格な教育体制で知られた。大学の学生人口は急速に膨らみ、大学は68丁目と69丁目の間のレキシントンアベニューに壮大なゴシック様式の建物に移転された。これが、現在、トマス･ハンター・ホールと呼ばれる建物である。
今日、学校は教育学、衛生学、看護学、社会福祉学などの専門職養成教育において有名である。